# SpaceX CRS-27
SpaceX CRS-27 – bezzałogowa misja zaopatrzeniowa statku Dragon 2 firmy SpaceX do Międzynarodowej Stacji Kosmicznej. Start rakiety miał miejsce 15 marca 2023. Kapsuła SpaceX Dragon-2 dotarła do ISS dzień później i zadokowała do modułu Harmony. Oddokowanie kapsuły odbyło się 15 kwietnia o godzinie 15:05.